# Bolitoglossa odonnelli
Bolitoglossa odonnelli é uma espécie de anfíbio caudado pertencente à família Plethodontidae, sub-família Plethodontinae.